# Poziom eluwialny
Poziom eluwialny, poziom wymywania, poziom bielicowania – poziom glebowy o symbolu Ees, charakterystyczny dla gleb bielicowych, glejobielicowych, glejobielic i bielic. Ma zabarwienie jasnoszare do jasnobrunatnego, co wynika z barwy ziaren kwarcu. Powstaje w wyniku wymycia żelaza, próchnicy i związków zasadowych. Wysycenie kationami zasadowymi jest bardzo małe, rzędu kilku procent, a pH wynosi ok. 3–4. Proces bielicowania zachodzi pod wpływem kwasów fulwowych i huminowych, powstałych z rozkładu próchnicy (najsilniejszy wpływ ma igliwie sosny i świerka). 
Poziom bielicowania może pojawić się również w innych glebach, na skutek wprowadzenia sosny lub świerka na gleby rdzawe i brunatne. Powstają wówczas gleby brunatne bielicowane (Albi-Dystric Cambisols) i rdzawe bielicowane (Albic Arenosols).